# نهر كونيتيكت
نهر كونيتيكت هو أطول نهر في منطقة نيو إنجلاند بالولايات المتحدة ويتدفق جنوبًا لمسافة 406 ميل (653 كـم). من خلال أربع ولايات. ترتفع 300 ياردة (270 م) جنوب حدود الولايات المتحدة مع كيبك، كندا وتصريفات في لونغ آيلاند ساوند. مستجمعات المياه 11,260 ميل مربع (29,200 كـم2)، تغطي أجزاء من خمس ولايات أمريكية ومقاطعة كندية واحدة عبر 148 رافدًا 38 منها عبارة عن أنهار رئيسية. تنتج 70٪ من المياه العذبة في لونغ آيلاند ساوند، وتصريفها عند 18,400 قدم مكعب (520 م3) في الثانية.
يعد وادي نهر كونيتيكت موطنًا لبعض الأراضي الزراعية الأكثر إنتاجية في شمال شرق الولايات المتحدة بالإضافة إلى ممر هارتفورد-سبرينغفيلد للمعرفة وهي منطقة حضرية تضم ما يقرب من مليوني شخص تحيط بـ سبرينجفيلد ماساتشوستس وهارتفورد كونيتيكت.